# Ragnvald (Bischof)
Ragnvald (auch Reginald oder Ronald; † nach 1224) war ein schottischer Geistlicher. Ab 1217 war er Bischof von Sodor und Man, wobei seine Wahl aber umstritten war.

## Herkunft und Machtkampf um das Amt des Bischofs

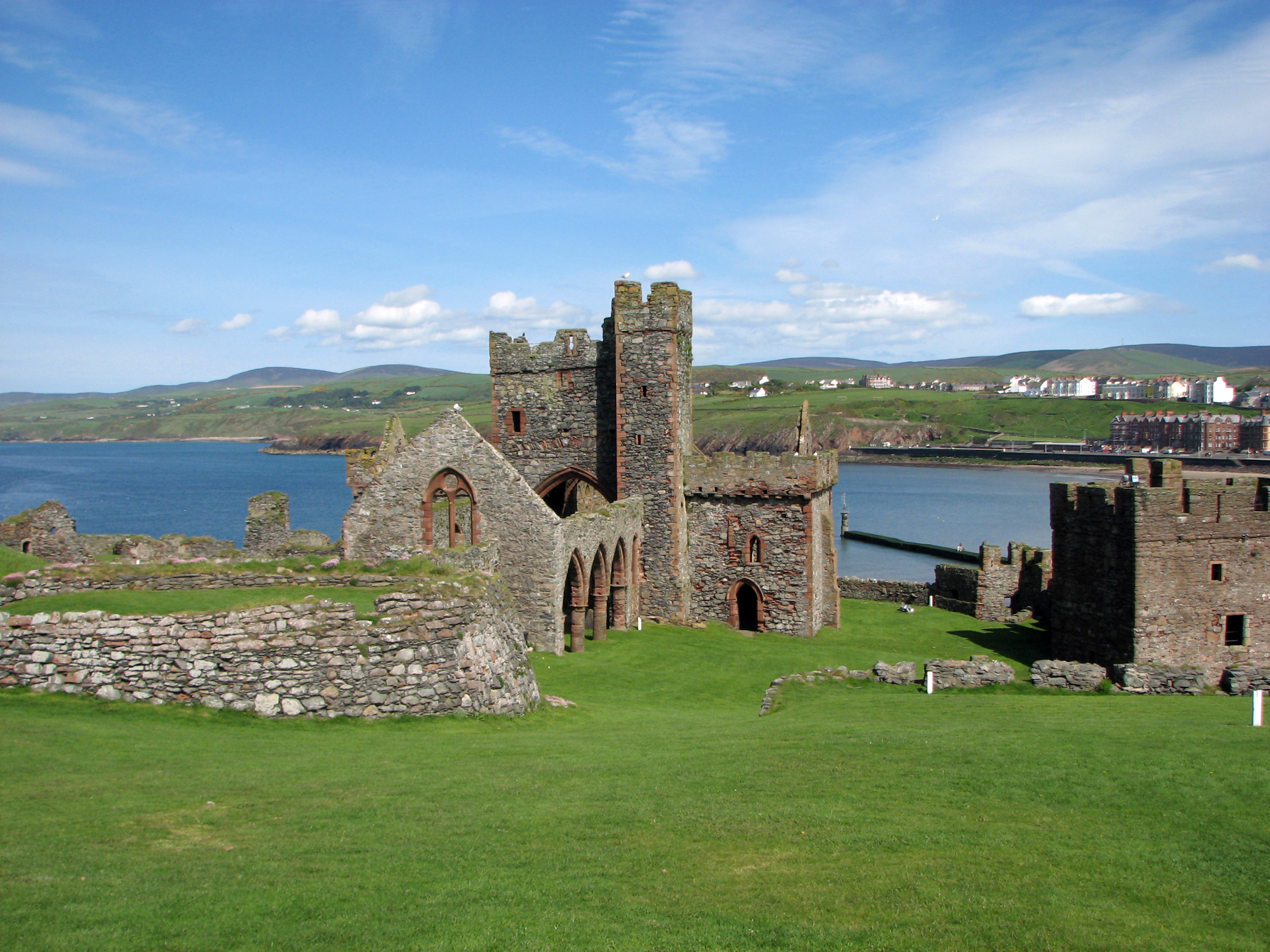
Die Ruine der St Germans’ Cathedral, deren Neubau oder Erweiterung während der Amtszeit von Ragnvald begonnen hatte

Ragnvald entstammte dem Geschlecht der Godfreysons, das seit dem 11. Jahrhundert die Herrscher der Isle of Man stellte. Sein Vater Ivarr hatte eine Tochter von König Ragnvald geheiratet. Damit war Ragnvald ein Neffe von König Ragnvald und von dessen Halbbruder Olaf. Die Mönche des nordenglischen Zisterzienserklosters Furness Abbey beanspruchten traditionell das Recht, die Bischöfe des Bistums Sodor und Man wählen zu dürfen. Nach dem Tod von Bischof Nicholas 1217 ernannte König Ragnvald aber seinen gleichnamigen Neffen zum neuen Bischof, der vermutlich von Erzbischof Walter de Gray in York zum Bischof geweiht wurde. Der von den Mönchen von Furness gewählte Gegenkandidat Nicholas of Meaux wurde zwar von den Mönchen des Klosters Rushen auf der Isle of Man und auch vom Archidiakon von Man als Bischof anerkannt, doch gegen den Widerstand eines Fürsten, vermutlich von König Ragnvald, konnte er sein Amt nicht antreten. Nicholas musste im Exil bleiben und verzichtete 1224 auf sein Amt. Bischof Ragnvald dagegen konnte dank der Unterstützung durch seinen Onkel die Kontrolle über das Bistum Sodor und Man gewinnen. Da die mittelalterlichen Chroniken den Streit nur knapp behandeln und nur wenige Namen nennen, besteht auch die Möglichkeit, dass Ragnvald nicht der Kandidat von König Ragnvald, sondern von dessen Halbbruder und Rivalen Olaf war, während Nicholas of Meaux der Kandidat von König Ragnvald war. Die Anerkennung von Ragnvald als Bischof 1224 wäre dann ein klares Signal, dass sich Olaf in dem Streit zwischen den beiden Halbbrüdern durchsetzen konnte.

## Tätigkeit als Bischof
Während Ragnvalds Amtszeit als Bischof begann der Neubau oder zumindest eine wesentliche Erweiterung der St Germans’ Cathedral auf der Man vorgelagerten Insel Peel. Er unternahm auch eine Visitation der Gemeinden auf den Hebriden, die ihn bis zur Isle of Lewis führte. Als Bischof hob er die erste Ehe seines Onkels Olaf auf. Dessen erste Frau war aber eine Schwägerin seines Halbbruders Ragnvald, so dass es ab 1223 zu einem erbitterten, lang anhaltenden Machtkampf zwischen den beiden Halbbrüdern um die Herrschaft auf der Isle of Man kam. In diesem Machtkampf wurde König Ragnvald 1226 von der Isle of Man vertrieben und 1229 getötet. Das weitere Schicksal von Bischof Ragnvald ist unbekannt. Vor 1230 war er entweder gestorben oder als Unterstützer seines Verwandten Ragnvald vertrieben worden, denn vermutlich 1230 bezeugte ein Bischof John von Man eine Urkunde des Erzbischofs von York.